# Pinguicula rectifolia
Pinguicula rectifolia är en tätörtsväxtart som beskrevs av F. Speta och F. Fuchs. Pinguicula rectifolia ingår i släktet tätörter, och familjen tätörtsväxter. Inga underarter finns listade i Catalogue of Life.

## Bildgalleri

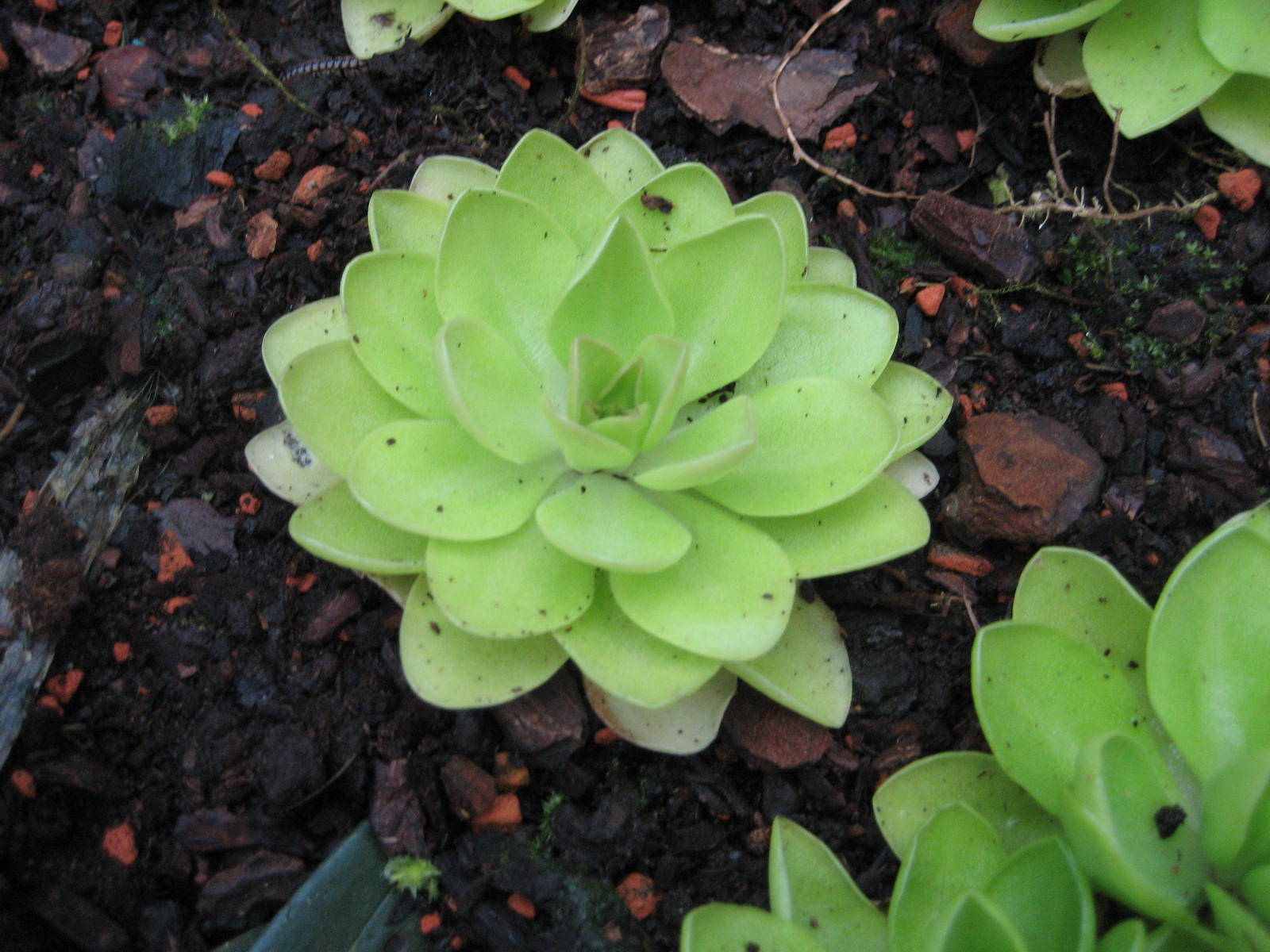
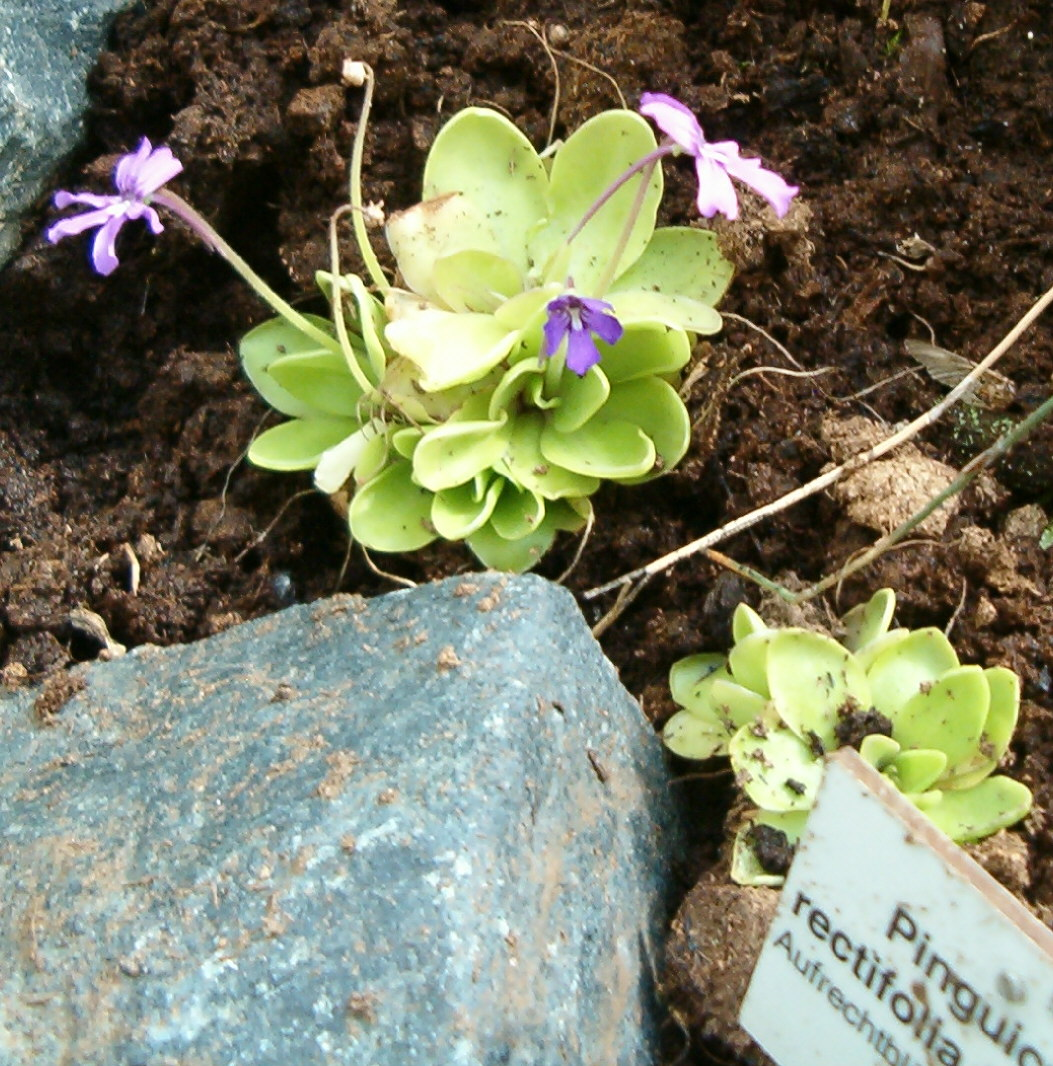